# Sietas Typ 180
Der Typ 180 ist ein Laderaumsaugbaggerschiff der Sietas-Werft in Hamburg-Neuenfelde, von dem zwei Einheiten in der Version des Untertyps 180a gebaut wurden. 

## Geschichte
Das zur österreichischen Strabag-Gruppe gehörende und in Hamburg ansässige Wasser- und Hafenbauunternehmen Josef Möbius Bau GmbH hatte im Sommer 2008 jeweils ein Saugbaggerschiff des Typs 180 und des Untertyps 180a geordert. Nachträglich wurde beschlossen, beide Einheiten in der Version des verlängerten Untertyps 180a bauen zu lassen. Die Kiellegung der zwei Schiffe mit den Baunummern 1305 und 1306 fand am 12. Dezember 2008 statt. Das Typschiff ist die Werner Möbius, deren Ablieferung am 29. Oktober 2010 erfolgte. Das zweite Schiff, die Eke Möbius, wurde am 28. September 2012 getauft und am 31. August 2012 abgeliefert. Namensgeberin ist die Ehefrau von Werner Möbius, der Aufsichtsratsvorsitzender dieser Gesellschaft war. Das Schiff wurde für die Unterhaltung und Vertiefung von Fahrwassern, für die Hafenbaggerung sowie zur Landgewinnung gebaut und in Zusammenarbeit mit der niederländischen Vosta LMG, einer Gesellschaft mit Wurzeln in der 1873 gegründeten Lübecker Maschinenbaugesellschaft und der 1903 in Enkhuizen gegründeten Scheepswerf Stapel konstruiert. Vosta LMG lieferte den Basis-Entwurf und die spezifischen Komponenten für die Baggerausrüstung. Die Sietas-Werft übernahm die Detailkonstruktion und den Bau der Schiffe.

## Schiffsbeschreibung
Der Grundtyp 180, von dem kein Schiff gebaut wurde, war mit einer Länge von 105,00 m und eine Laderaumkapazität von 5500 m³ geplant worden. Der Untertyp 180a ist 118,47 m lang, 21 m breit und mit 6725 BRZ vermessen. Er hat eine Tragfähigkeit von 9800 tdw und eine Laderaumkapazität von 7500 m³. Ein auffälliges Merkmal des Unterwasserschiffes ist der ausgeprägte Wulstbug, er dient neben der Optimierung der Schiffsgeschwindigkeit auch der Vergrößerung der Verdrängung. Im Vorschiffsbereich befindet sich das Brückenhaus mit den Messen, Aufenthaltsräumen, Kammern und der Kombüse. Die Provianträume und die Klimaanlagenraum sind im Zwischendeck, im untersten Deck wurden die Trinkwasser- und Abwasseranlage sowie die Kälteverdichter für die Klimaanlage angeordnet. Auf diesem Deck befinden sich auf Backbord Seite die wasserdichten Schottschiebetüren (die sowohl lokal als auch zentral bedient werden können) zum Wallgang Backbord. Auf der Steuerbord Seite die wasserdichten Schotttüren die nur lokal zu bedienen sind, zu den Wallgängen Steuerbord, die nach achtern zum Pumpenraum und den Maschinenräumen führen. Außerdem befindet sich hier der riesige Absperrschieber für die Saugeleitung der Baggerpumpen aus dem vorderen, backbordseitigen Seekasten. 

### Stromversorgung und Antriebsanlage
Im Achterschiff befinden sich die Antriebsanlage, die Baggerpumpen, die Werkstätten und der Maschinenkontrollraum. Über ein Power-Management-System werden die Generatoren und Elektromotoren für den Freifahrbetrieb oder den Baggerbetrieb so gesteuert, dass der Brennstoffverbrauch, der Maschinenverschleiß und die Abgasemissionen minimiert werden. Im Zwischendeck vom Maschinenraum sind die vier nicht umsteuerbaren MaK-Viertakt-Dieselmotoren der Firma Caterpillar mit einer Nennleistung von je 1.630 kW aufgestellt. Sie treiben die Drehstromgeneratoren an, die ihren Strom in das primäre Bordnetz mit der Spannung von 690 Volt bei der Frequenz von 50 Hertz einspeisen. Die 690-Volt-Hauptsammelschiene ist in drei über Kuppelschalter verbundene Teilschienen unterteilt. Von zwei Dieselgeneratoren wird die mittlere Teilschiene versorgt, die äußeren Teilschienen von je einem. Die Hauptsammelschiene speist die großen Stromverbraucher wie Fahrmotoren und Baggerpumpen.
An den äußeren Teilschienen ist jeweils ein 700-kVA-Transformator zur Versorgung des sekundären 400-Volt-Bordnetzes angeschlossen. Damit werden die anderen elektrisch betriebenen Drehstrommotoren zum Antrieb der Hilfsmaschinen und die einphasigen Stromverbraucher wie Beleuchtung, Steckdosen und kleine Wärmeverbraucher versorgt. 
Die Eke Möbius wird über zwei elektrische Fahrmotoren angetrieben. Damit werden bei Freifahrt 13 Knoten erreicht. Im Baggerbetrieb sind zwei Knoten vorgesehen. Die Schiffe fahren im 24-Stunden-Betrieb mit 16 Mann Besatzung, die aus dem Kapitän, den Offizieren, den Ingenieuren, dem Baggermeister, Elektriker, Koch und der Deckmannschaft besteht. Beide Schiffe fuhren unter deutscher Flagge und wurden vom Germanischen Lloyd (heute DNV GL) klassifiziert. 
Anders als die Werner Möbius wurde die Eke Möbius mit zwei Becker Rudern ausgestattet, was ihr eine wesentlich bessere Manövrierfähigkeit verleiht. Beide Schiffe sind mit zwei feststehenden Propellern versehen. Durch den dieselelektrischen Antrieb können die Propeller schnell und unabhängig voneinander angesteuert werden. Die Ruder können sowohl zusammen als auch im Independent-Modus gefahren werden. Dies lässt Manövrieren auf relativ kleinem Raum zu.

### Baggeranlage
Die Baggeranlage wurde von Vosta LMG und die Baggerautomation von SAM Electronics geliefert. Mit dem Saugkopf erreichen die Saugrohre der Baggeranlage Tiefen bis 35 Meter. Die Baggerpumpen befinden sich im untersten Maschinenraumdeck. Sie sind so ausgelegt, dass der gesamte Laderaum in einer knappen Stunde beladen werden kann. Die unmittelbar vor dem Maschinenraumschott aufgestellte, riesige doppelwandige Zentrifugal-Baggerpumpe mit rund 10.000 m³/h Fördervolumenstrom befindet sich auf der Steuerbordseite und wird von einem 2.000 kW starken Elektromotor vom VEM Sachsenwerk in Dresden angetrieben. Die Pumpendrehzahl wird über ein Getriebe und über einen Frequenzumrichter stufenlos auf 204 bzw. 141/min eingestellt. Beim Baggern wird mit der niedrigen und beim Löschen des Baggergutes mit der hohen Pumpendrehzahl gearbeitet. Zwei kleinere Kreiselpumpen werden von einem 1.000-kW-Elektromotor (690 V) über ein Verzweigungsgetriebe angetrieben. Sie sorgen für Druckwasser, um mit speziellen Düsen im Saugkopf für eine gute Verflüssigung des Baggergutes zu sorgen. Beim späteren Pumpen an Land bzw. Beim Verklappen durch die acht Bodenventile im Hopperraum erfolgt eine Auflockerung des Baggergutes mit Spülwasser aus diesen Pumpen.

## Die Schiffe
| Sietas Typ 180a | Sietas Typ 180a | Sietas Typ 180a | Sietas Typ 180a                   | Sietas Typ 180a           | Sietas Typ 180a                 |
| Bauname         | Bau- nummer     | IMO- Nummer     | Kiellegung Stapellauf Ablieferung | Auftraggeber              | Umbenennungen und Verbleib      |
| --------------- | --------------- | --------------- | --------------------------------- | ------------------------- | ------------------------------- |
| Werner Möbius   | 1305            | 9524140         | 12.12.2008 08.06.2010 29.10.2010  | Josef Möbius Bau, Hamburg | 2017 Beachway, so 2024 in Fahrt |
| Eke Möbius      | 1306            | 9524152         | 12.12.2008 20.04.2012 31.08.2012  | Josef Möbius Bau, Hamburg | 2017 Medway, so 2024 in Fahrt   |

## Galerie

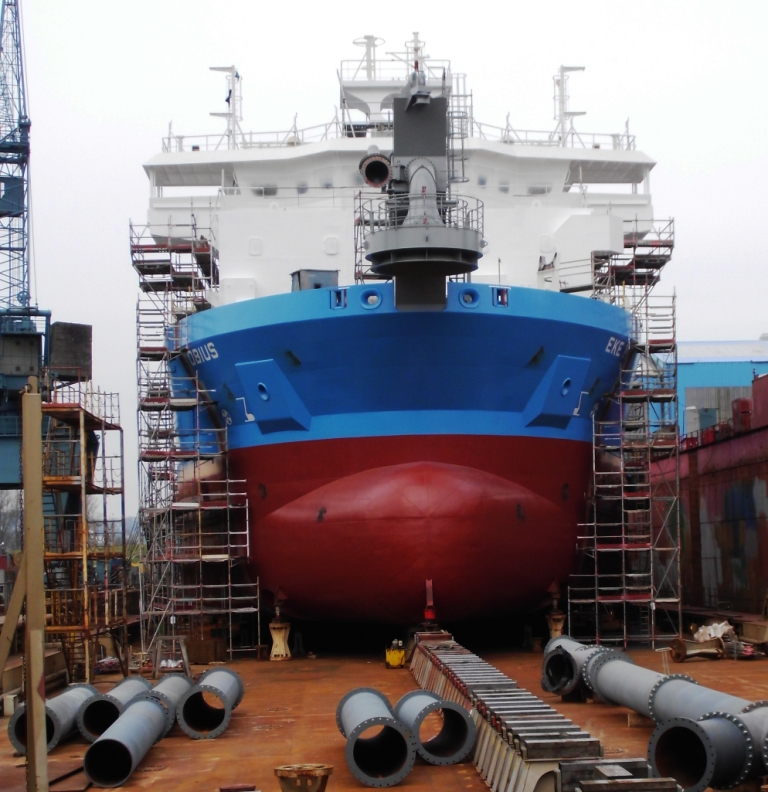
Eke Möbius im Baudock
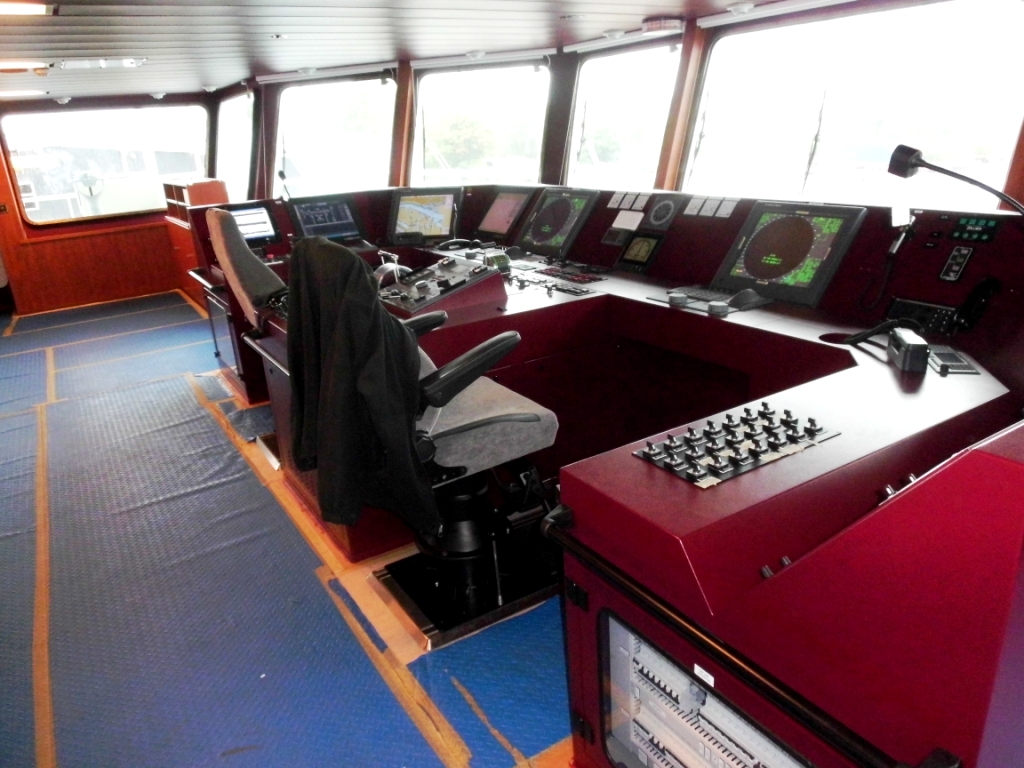
Brücke
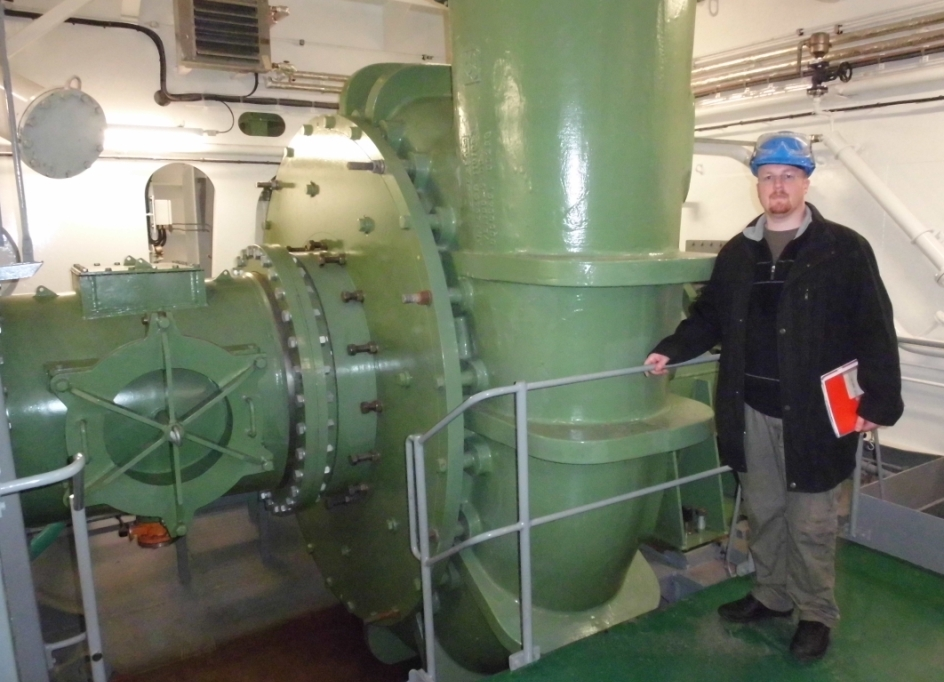
Baggerpumpe
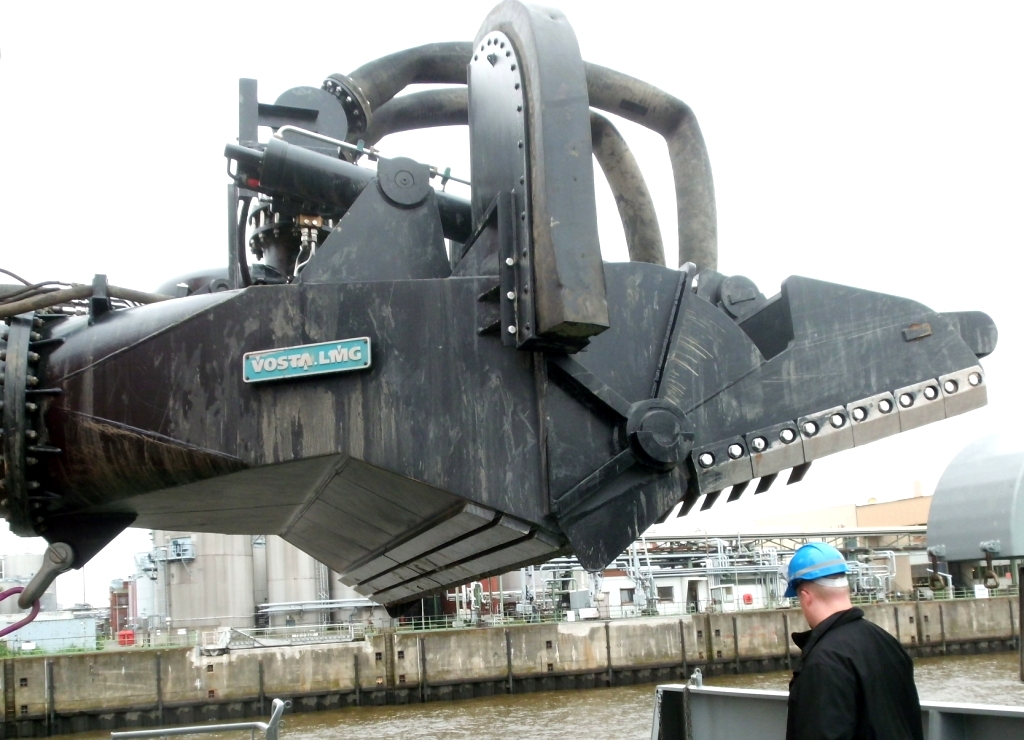
Saugkopf
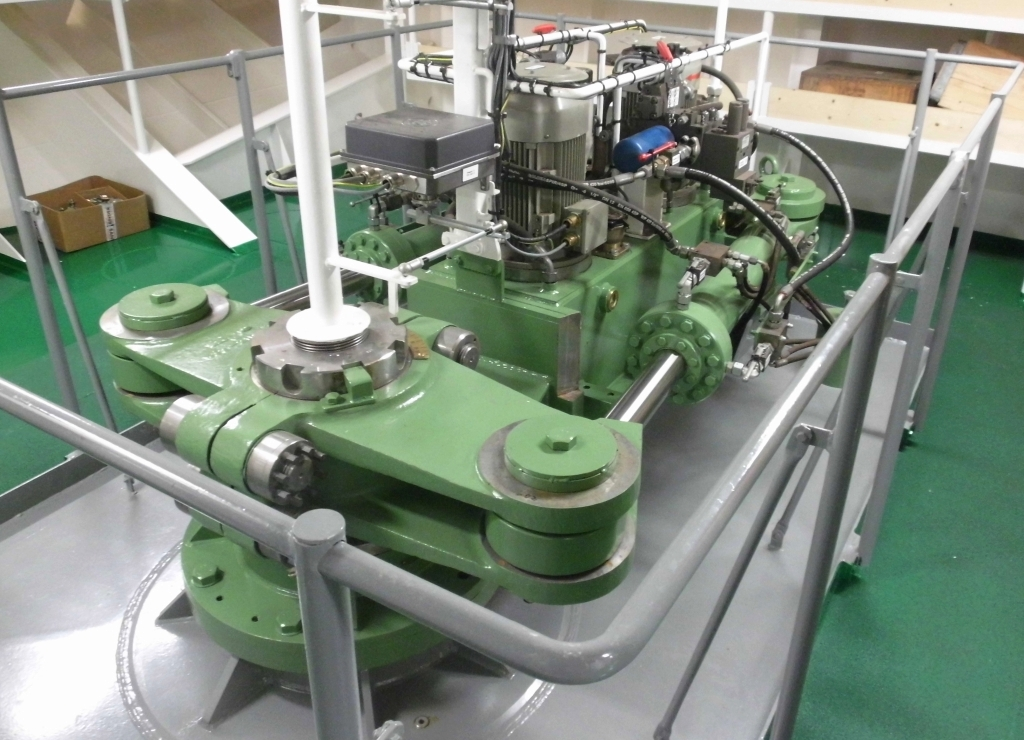
Eine der beiden Rudermaschinen
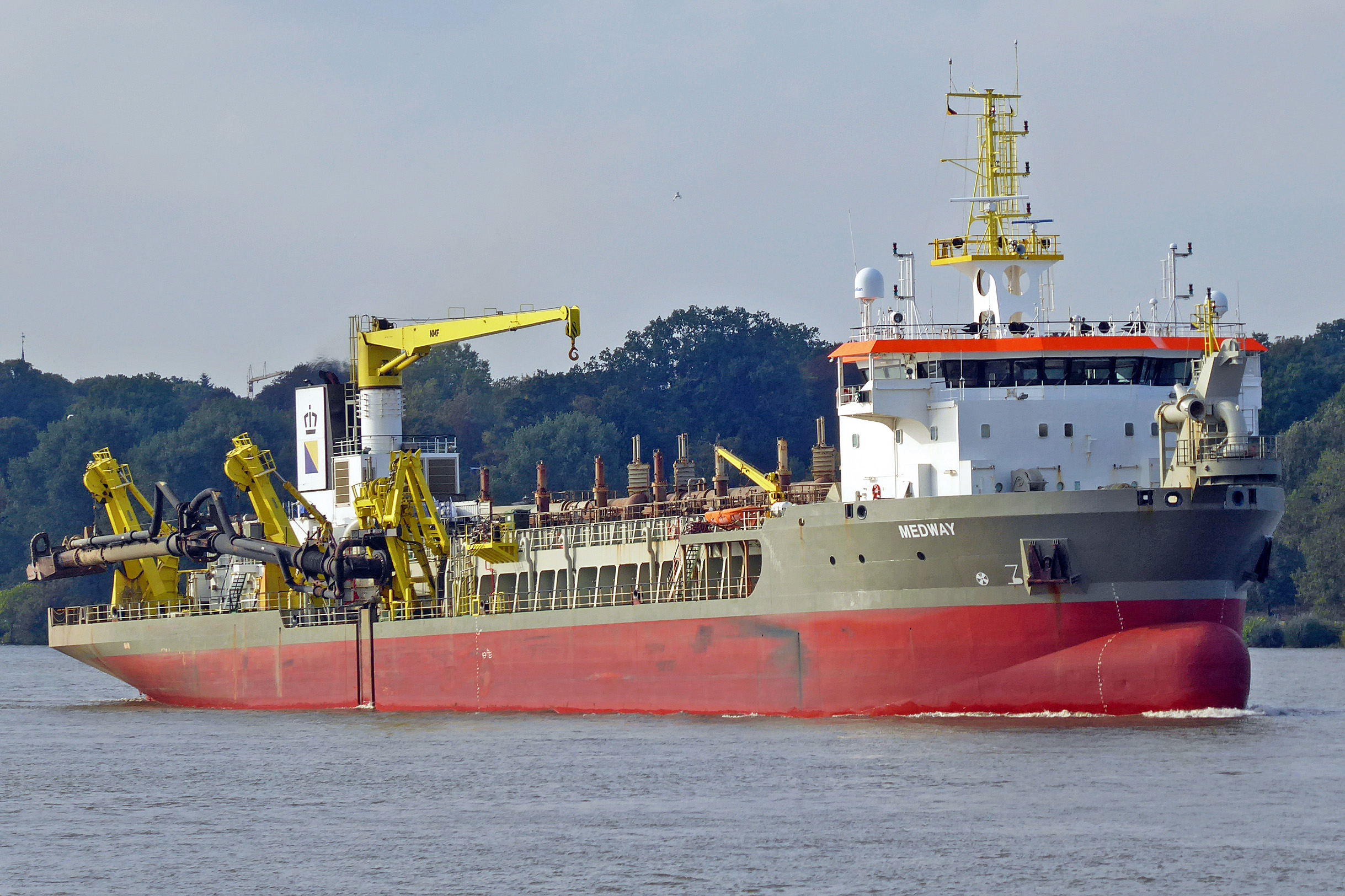
Medway 2023 auf der Elbe